# استرمبو
استرمبو (به ایتالیایی: Strembo) یک کومونه در ایتالیا است که در ترنتینو واقع شده‌است.

## خصوصیات
استرمبو ۳۸٫۳ کیلومترمربع مساحت و ۴۹۰ نفر جمعیت دارد.